# Tupolew Tu-95
Die Tupolew Tu-95 (russisch Туполев Ту-95, NATO-Codename: Bear), ursprüngliche Bezeichnung Tupolew Tu-20, ist ein in der Sowjetunion entwickelter Langstreckenbomber, der 1952 erstmals flog und bis heute im Einsatz ist. Die Seeaufklärerversion zur U-Boot-Bekämpfung wird als Tupolew Tu-142 bezeichnet. Aus der Tu-95 wurden zahlreiche militärische Versionen sowie das Passagierflugzeug Tupolew Tu-114 abgeleitet.

## Entwicklung

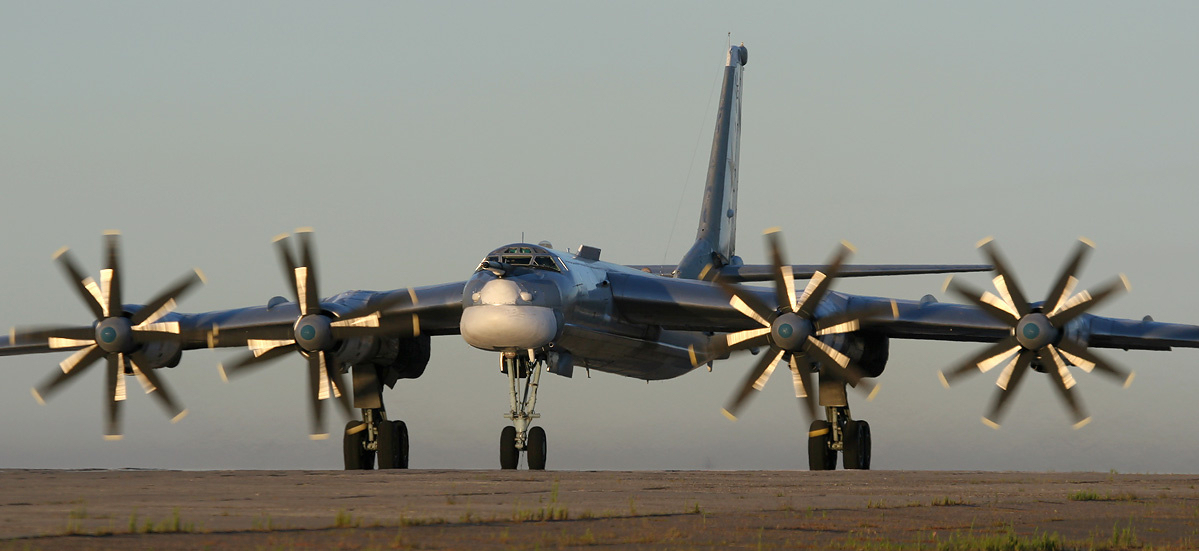
Tu-95 der russischen Luftwaffe

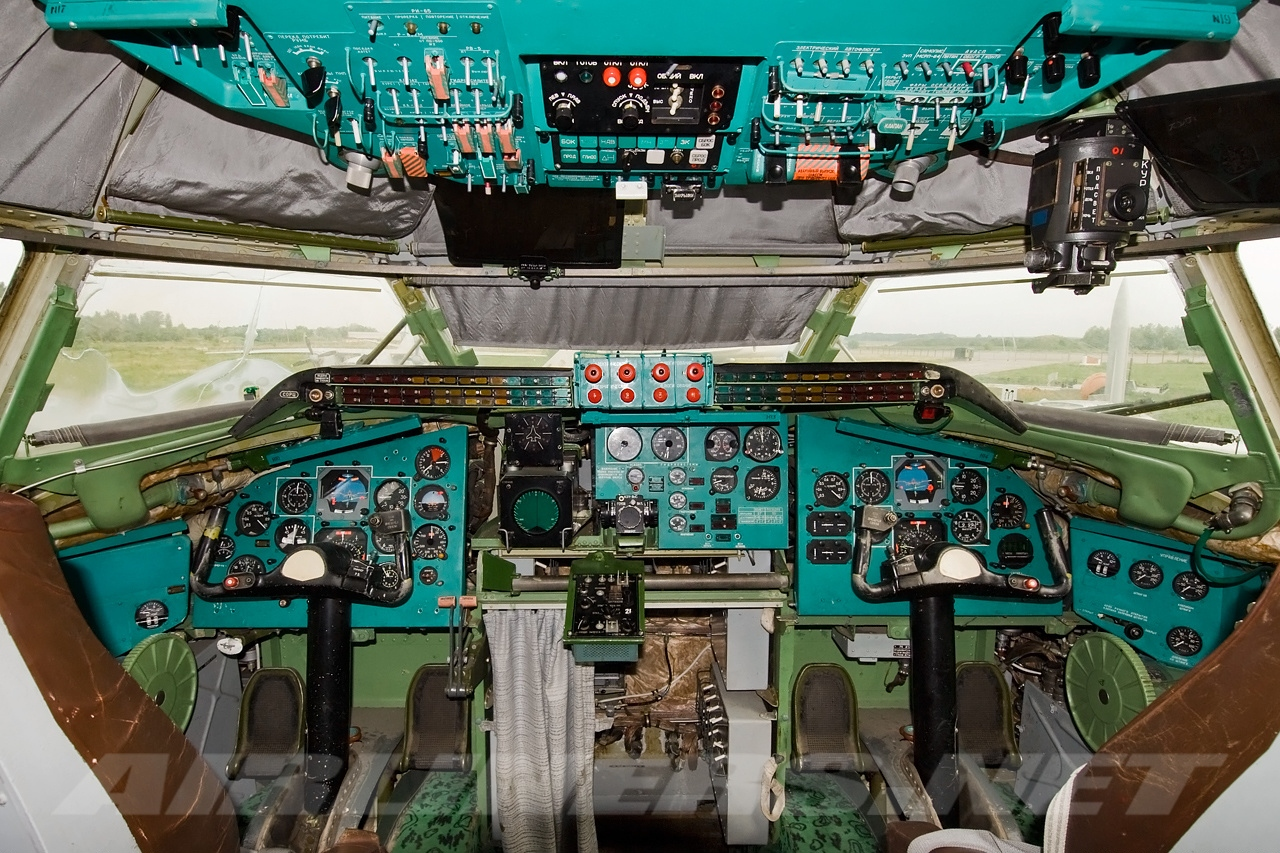
Cockpit einer Tupolew Tu-95MS

Die Tu-95 war das Nachfolgemodell der Tu-4 und der Tu-85, die wegen ihrer nicht mehr zeitgemäßen Kolbenmotortriebwerke nur kurz oder gar nicht im Einsatz waren. Lange Zeit wurde die Tu-95, auch in der Fachpresse der Mitgliedsstaaten des Warschauer Paktes, als Tu-20 bezeichnet. Erst im Zuge von Abrüstungsverhandlungen wurde die korrekte Typenbezeichnung bekannt.
Der erste Prototyp der Tu-95 flog am 12. November 1952 und wurde von vier Doppeltriebwerken 2TW-2F aus dem OKB-276 von Nikolai Kusnezow angetrieben, obwohl deren staatliche Prüfung noch nicht abgeschlossen war. Im Januar und April 1953 traten bei zwei aufeinanderfolgenden 100-Stunden-Läufen der Versuchstriebwerke Nr. 14 und 15 nach 50 bzw. 23 Stunden Laufzeit erhebliche Schäden an den Getrieben auf. Diese Ergebnisse wurden durch das OKB Kusnezows jedoch nicht an das Büro Tupolews weitergeben. Daher wurde die Flugerprobung des ersten Prototyps mit den offensichtlich unausgereiften Triebwerken fortgesetzt. Der Prototyp stürzte beim 17. Flug am 11. Mai 1953 wegen eines Getriebeschadens in Triebwerk Nr. 3 ab, vier Besatzungsmitglieder, darunter der Pilot Pereljot, starben. Während der Untersuchung wurde zuerst Tupolew stark kritisiert, nachdem jedoch die Kommission Kenntnis von den schweren Triebwerksschäden bei den Versuchsläufen erhalten hatte und Kusnezows OKB in den Fokus der Ermittlungen geriet, setzte sich Tupolew sehr energisch für Kusnezow ein. Er verwies auf die Notwendigkeit der schnellen Bereitstellung leistungsfähiger und zuverlässiger Triebwerke für den strategischen Bomber, was er nur dem OKB-276 unter Kusnezow zutraue. Im OKB Kusnezow wurden in der Folge dann die bis heute weltweit leistungsstärksten Turboproptriebwerke Kusnezow NK-12 entwickelt.
Nach dem Übergang vom unzuverlässigen Doppeltriebwerk zum Einturbinentriebwerk TW-12, das unter der Bezeichnung NK-12 weltbekannt wurde, flog der zweite Prototyp knapp zwei Jahre später am 16. Februar 1955. Er wurde auf der Tuschinoer Luftparade am 3. Juli desselben Jahres als Tu-20 der Weltöffentlichkeit vorgestellt. Das Einwellentriebwerk TW-12 bzw. Kusnezow NK-12, das wie der Vorgänger von einer Gruppe unter dem österreichischen Konstrukteur Ferdinand Brandner entwickelt worden war, stellt bis heute das leistungsstärkste Turboproptriebwerk der Welt dar. Die hohe Triebwerksleistung ermöglichte die Verwendung von Propellern mit extrem großer Steigung nahe der Segelstellung bei relativ niedrigen Drehzahlen. Dies steigerte die Leistung der Propellerflugzeuge erheblich, denn bis dahin waren propellergetriebene Flugzeuge an eine Grenze gestoßen, sobald die Propellerspitzen Überschallgeschwindigkeit erreichten. Um die Leistung des Triebwerkes umzusetzen, wären Propeller mit sieben Metern Durchmesser erforderlich. Da diese am Flugzeug nicht unterzubringen waren, konstruierte man stattdessen ein Triebwerk mit zwei gegenläufigen 4-Blatt-Propellern. Dabei war der Einsatz der mit 35 Grad gepfeilten Tragflächen die Voraussetzung für den erzielbaren Geschwindigkeitsbereich des neuen Flugzeugs. Die Pfeilflügel und die leistungsfähigen Triebwerke ermöglichten dann Flugleistungen, welche vergleichbar mit damaligen strahlgetriebenen Flugzeugen waren.
Als im Westen die Leistungsdaten der Tu-95 bekannt wurden, stufte man es als ernste Bedrohung ein.
Von einer Tu-95W wurde im Jahr 1961 die 50 MT starke Zar-Bombe abgeworfen. Diese Maschine befindet sich heute im Zentralen Museum der Luftstreitkräfte der Russischen Föderation in Monino nahe Moskau.
Neben der Version als Bomber fand die Tu-95 auch als strategischer Raketenträger Verwendung. Eine Weiterentwicklung ist die Patrouillenversion Tu-142, aus der die nochmals verbesserten Versionen Tu-95MS-6 bzw. Tu-95MS-16 als Träger für Marschflugkörper abgeleitet wurden. Diese sehr leistungsfähige Ausführung wurde ab 1988 produziert. Präsident Boris Jelzin ließ dann 1993 die Produktion einstellen.
Unter der Bezeichnung Tu-95MSM wurden Anfang 2016 die ersten modernisierten Maschinen an die russische Luftwaffe übergeben. Die umgerüsteten Maschinen sind mit überarbeiteten, sparsameren NK-12MPM-Triebwerken ausgestattet, die eine größere Reichweite gestatten. Daneben erhielten sie eine modernisierte Funk- und Radarausrüstung, ein mit dem russischen Satelliten-Navigationssystem GLONASS kompatibles Zielerfassungs- und Navigationssystem sowie die Fähigkeit, acht statt bisher vier strategische Marschflugkörper vom Typ Ch-101 oder Ch-102-Raketen mit nuklearem Gefechtskopf zu tragen. Der russische Flugzeughersteller Aviakor benötigte drei Monate, um die Tu-95 auf das veränderte Anforderungsprofil der russischen Luftstreitkräfte umzurüsten. Im Jahr 2015 begann bereits die Modernisierung von zwei weiteren Tu-95. Durch die Umrüstung soll die Tu-95 noch bis 2040 in den russischen Streitkräften Verwendung finden.

## Einsatz

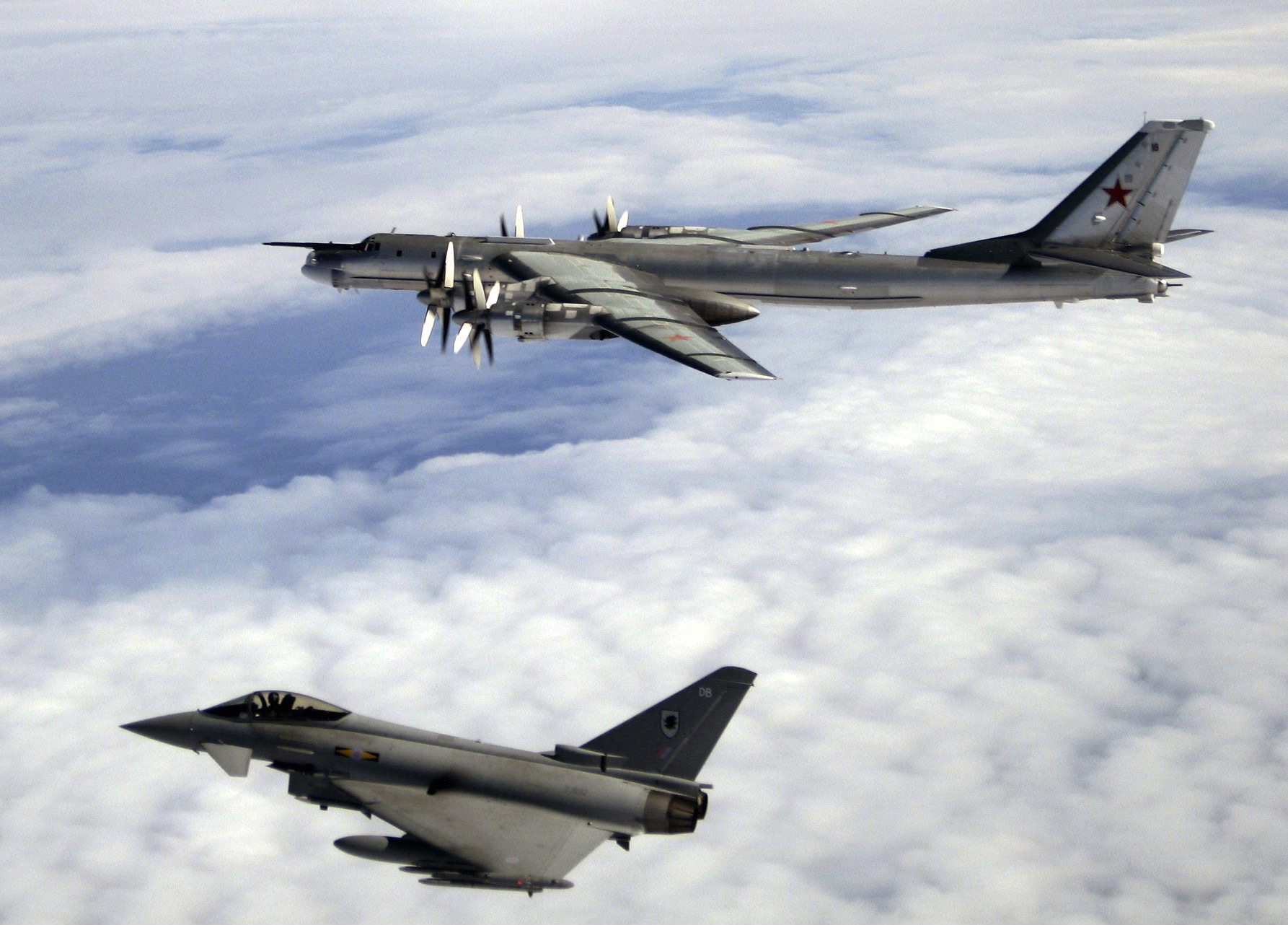
Tu-95 im Jahr 2008 über der Nordsee, begleitet von einem Eurofighter Typhoon der Royal Air Force

Mit Tu-95MS-6 sind aktuell das 185. TBAP (Schweres Bombenfliegerregiment) in Engels-2 und das 182. und 79. TBAP – beide auf dem Militärflugplatz Ukrainka bei Seryschewo in der Oblast Amur – ausgerüstet. Die Tu-95MS-6 kann sechs nukleare Marschflugkörper vom Typ Ch-55 am internen Drehgestell transportieren. Die Tu-95MS-16 konnte zusätzlich zehn Ch-55 unter den Tragflächen mitführen, diese Ausführungen wurden später zu Tu-95MS-6 zurückgerüstet, um die Abrüstungsverpflichtungen einzuhalten.
2005 wurde ein Modernisierungsprogramm initiiert, das die Bezeichnung Tu-95MSM trägt. Diese Version kann sechs Marschflugkörper Ch-101 am internen Drehgestell und acht bis zehn weitere unter den Tragflächen transportieren. Zur Abwehr haben die Maschinen in der Heckkanzel zwei radargesteuerte 23-mm-Zwillingskanonen GSch-23.
Die 250 gebauten Maschinen erwiesen sich als sehr langlebig und zuverlässig. Einige Versionen erreichten Höchstgeschwindigkeiten bis 930 km/h, weshalb die Tu-95/142 einen Eintrag im Guinness-Buch der Rekorde als schnellstes propellergetriebenes Flugzeug erhielt. Angeblich verursachen die PTL-Triebwerke der Tu-95 mit ihren Doppelpropellern aus Metall das deutlichste Radarecho der gesamten Luftfahrt.
Nach dem Ende des Kalten Krieges fliegen Tu-95 seit diplomatischen Verstimmungen im Jahre 2007 auch wieder Einsätze über das russische Territorium hinaus. Häufig fliegen die Flugzeuge dabei die Luftraumgrenzen verschiedener NATO-Staaten ab, um die Reaktionen der Luftwaffen dieser Länder festzustellen. An Bord wird Ausrüstung zur Signals Intelligence (SIGINT) vermutet, um den Funkverkehr der NATO-Staaten abhören zu können. Ein Beispiel ist das Eindringen von zwei Tu-95 in die Luftverteidigungsidentifikationszone von Alaska, das am 19. Oktober 2022 vom amerikanischen Luftverteidigungskommando NORAD System gemeldet wurde, die von zwei US Kampfjets abgefangen wurden. Hierbei sei aber der souveräne Luftraum der USA und Kanadas nicht verletzt worden. Diese Art von Zwischenfällen waren während des Kalten Kriegs nicht außergewöhnlich, wurden aber nach 1989 nicht mehr festgestellt. Seit einigen Jahren gehören sie aber wieder zum courant normal.
Im Rahmen des russischen Militäreinsatzes in Syrien griffen Tu-95MS am 17. November 2015 IS-Ziele in Ostsyrien mit Marschflugkörpern vom Typ Ch-555 an. Dies war der erste Kampfeinsatz des Typs.
Bei dem russischen Überfall auf die Ukraine 2022 starteten Tu-95 eine unbekannte Anzahl Marschflugkörper vom Typ Ch-555 und Ch-101 gegen Ziele in der Ukraine; die Fähigkeit des Flugzeugs, außerhalb der Reichweite der ukrainischen Luftabwehr zu bleiben, ermöglichte die Teilnahme an einer Vielzahl von Distanzangriffen auf die Ukraine. Bei der großangelegten Operation Spinnennetz des Sicherheitsdienstes der Ukraine (SBU) wurden am 1. Juni 2025 mittels mehr als 100 FPV-Drohnen, die unmittelbar vor Ort aus präparierten LKW-Containern abgehoben hatten, laut ukrainischen Angaben mehr als 40 Flugzeuge von den Typen Berijew A-50, Tupolew Tu-160, Tu-95, und Tu-22M3 an vier verschiedenen Militärflugplätzen beschädigt oder zerstört; auf Satellitenbildern konnte der Verlust bzw. die Beschädigung von mindestens vier Tu-95 alleine auf dem Flugplatz Belaja bei Irkutsk in Sibirien bestätigt werden.

## Vergleich mit der B-52

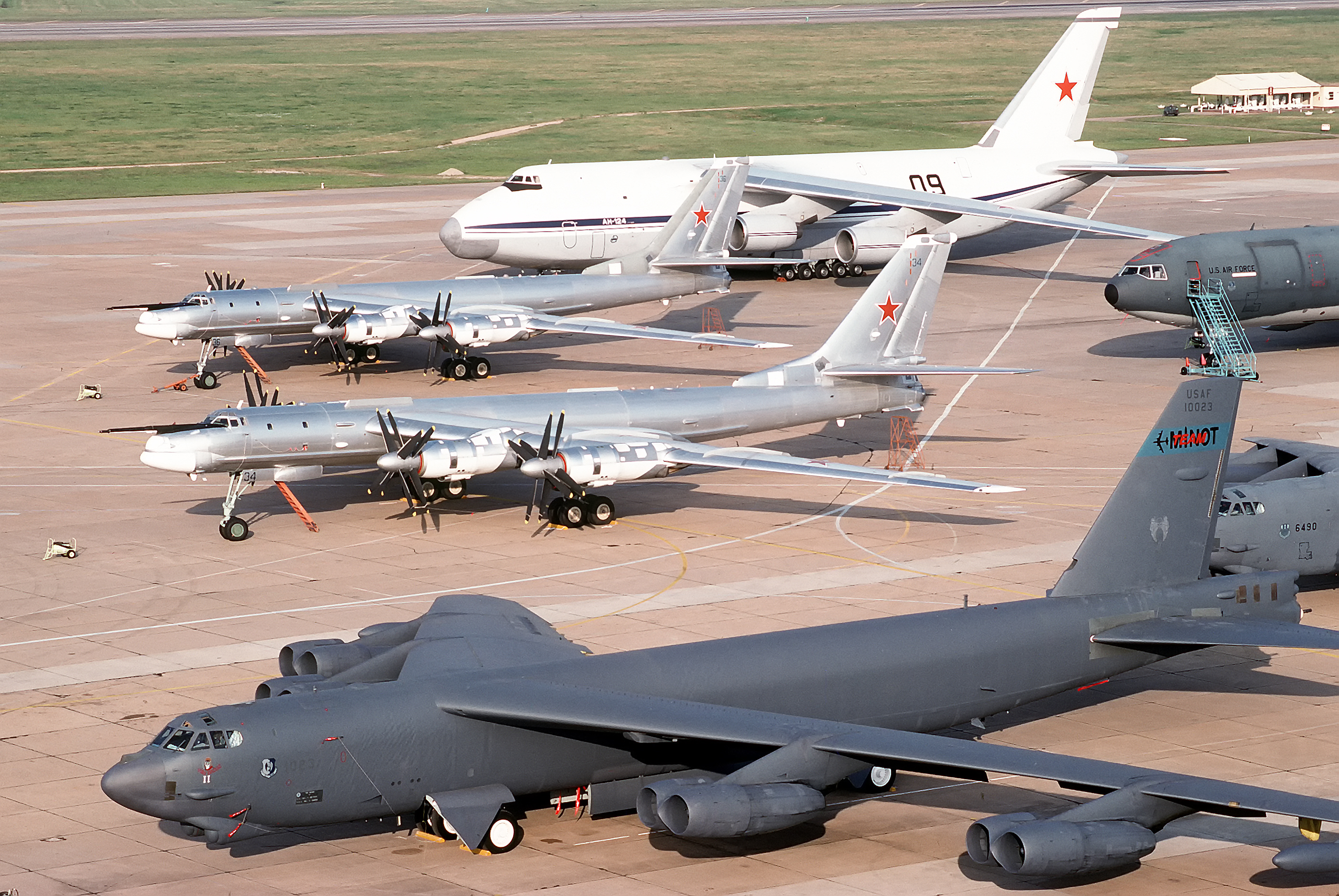
Zwei Tu-95 (Bildmitte) und eine B-52H (vorn); hinten die wesentlich größere An-124

Als westliches Gegenstück zur Tu-95 kann die Boeing B-52 gelten, trotz unterschiedlicher technischer Auslegung ist sie mit der Tu-95 in Bezug auf Abmessungen, Einsatzspektrum und Bauzeit vergleichbar. Während die Tu-95 vier Doppelwellenpropeller besitzt, hat die B-52 acht Düsentriebwerke; die Flugleistungen sind jedoch ähnlich.
|                  | Tu-95             | B-52               |
| ---------------- | ----------------- | ------------------ |
| Erstflug         | 12. November 1952 | 15. April 1952     |
| Produktionszeit  | 1956 bis 1993     | 1952 bis 1962      |
| Stückzahl        | über 500          | 744                |
| Länge            | 46,13 m           | 47,72 m            |
| Spannweite       | 50,05 m           | 56,39 m            |
| Flügelfläche     | 295 m²            | 371,6 m²           |
| Flügelstreckung  | 8,49              | 8,56               |
| Leermasse        | 94.400 kg         | 83.250 kg          |
| max. Startmasse  | 188.000 kg        | 221.150 kg         |
| max. Zuladung    | 93.300 kg         | 137.900 kg         |
| davon Treibstoff | ≈89 t (110.155 l) | ≈145 t (181.610 l) |

Mit entsprechenden Nachrüstungen könnte die Tu-95 noch weitere 30 Jahre im Einsatz bleiben.
Einziger Exportkunde der Tu-95 war die indische Marine, die ihre Maschinen auf dem Flughafen Dabolim stationiert hatte.

## Versionen
- 95-1 – 1. Prototyp mit vier Triebwerken 2TW-2F
- 95-2 – 2. Prototyp mit vier Triebwerks-Prototypen NK-12
- Tu-95 – 1. Serienversion, 49 Stück von 1955 bis 1957 gebaut
- Tu-95K – Experimentalversion für den Luftabwurf von MiG-19-SM-20-Flugzeugen.
- Tu-95K – Version mit Luft-Boden-Raketen-Komplex K-20 mit Ch-20. Erstflug der Tu-95K am 1. Januar 1958 (48 Stück gebaut). In der NATO als Bear-B bezeichnet.
- Tu-95KD – Tu-95K mit Luftbetankungssystem. Erstflug am 5. Juni 1961, 23 Stück von 1962 bis 1965 gebaut. Einige Tu-95K wurden auf KD-Standard modernisiert.
- Tu-95KM – Mitte der 1960er-Jahre modifizierte und verbesserte Version der Tu-95K und KD, die vor allem bessere Aufklärungssysteme und modifizierte Ch-20M erhielten (NATO-Codename: Bear-C)
- Tu-95K-22 – Umbau der älteren Tu-95-Bomber mit moderner Avionik und für den Einsatz der Raduga-Ch-22-Rakete. Erstflug am 30. Oktober 1973. Die Tests mit dem neuen Waffensystem begannen aber erst 1981 und die Einführung bei den Streitkräften 1987 (NATO-Codename: Bear-G)
- Tu-95LAL (Tu-119) – Experimentalflugzeug (Werksnummer 7800408) für den Test von mit Nuklearantrieb ausgerüsteten Flugzeugen. Aufgrund eines ersten entsprechenden Beschlusses des Ministerrats vom 12. August 1955 entwickelt. 1958 begannen die Bodenerprobungen mit Strukturteilen der umgebauten Tu-95 auf dem Militärflugplatz Polowinka[18][19][20] bei Semipalatinsk und im Juni 1959 wurde erstmals der Reaktor hochgefahren. Die Besatzung wurde durch einen 20 cm dicken schweren Bleischirm geschützt. Der Erstflug unter dem Kommando von Michail Njuchtikow erfolgte Mai 1961 vom Flugplatz Tschagan (auch Dolon genannt) aus. Insgesamt wurden bis zum August 1961 34 Testflüge durchgeführt[21], wobei die Triebwerke ausschließlich mit Kerosin betrieben wurden. Bei einigen Flügen wurde der Reaktor in Betrieb genommen. Ein Energieübertrag vom Reaktor zu den Triebwerken war in der Tu-95LAL nicht geplant, technisch nicht möglich und ist dementsprechend nie erfolgt. Die Flüge dienten ausschließlich der Erprobung des Reaktors und seiner Abschirmung im Fluge. Das Experimentalflugzeug ist heute an der Fliegertechnischen Schule der Luftstreitkräfte in Irkutsk ausgestellt. Der nie über das Planungsstadium hinausgekommene Prototyp mit nuklearem Antrieb erhielt die Bezeichnung Tu-119. Seine Fertigstellung war ursprünglich für 1965 vorgesehen. Das Programm wurde Mitte der 1960er-Jahre noch vor dem Baubeginn des Prototyps eingestellt.[22]
- Tu-95M – Serienversion mit stärkeren NK-12M-Triebwerken. Produktion von 1957 bis 1958, 19 Stück gebaut. Mit erster Serienversion das einzige Modell des Flugzeugs, das nicht mit einer Betankungssonde in der Nase ausgerüstet war (NATO-Codename: Bear-A)
- Tu-95M-55 – Prototyp einer Raketenträgerversion, die Tu-95M-6 und M-16
- Tu-95MR – Variante für die Marine zur Fotoaufklärung (NATO-Codename: Bear-E)

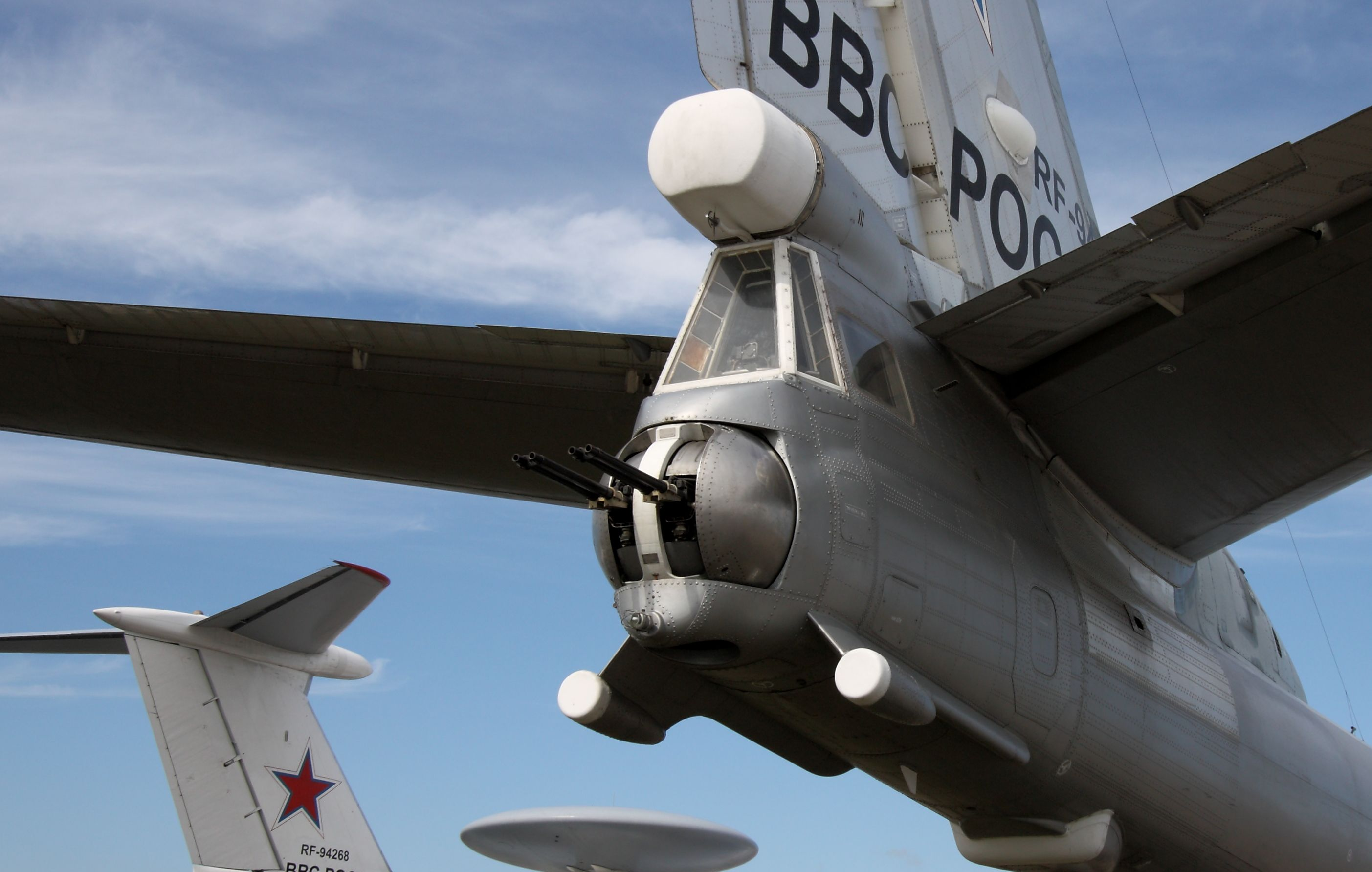
Tupolew Tu-95MS auf der MAKS 2011

- Tu-95MS-6 – völlig neue Trägerversion für Marschflugkörper auf der Grundlage der Tu-142M. Mit MKU-6-5U-Waffenträger im Waffenschacht für sechs Ch-55-Marschflugkörper. Ausgerüstet mit Feuerleitanlage APP-95 Dub und zwei zusätzlich Pylonen unter den Tragflächen. Erstflug 1979 als Tu-95M-55, Produktion ab 1981. 31 Stück gebaut.
- Tu-95MS-16 – wie Tu-95MS-6, aber mit zusätzlich vier Pylonen unter den Tragflächen und GSch-23L-Maschinenkanonen statt AM-23. Kann 16 Marschflugkörper vom Typ Ch-55 transportieren. 57 Stück gebaut
- Tu-95MSM – modernisierte Version seit 2005. Mit vier Pylonen unter den Tragflächen. Bewaffnet mit 14 bis 16 Marschflugkörpern vom Typ Ch-101. Des Weiteren wird ein neues Radarsystem „Новелла-НВ1.021“, ein Informationsverarbeitungssystem „СОИ-021“ sowie ein modernisiertes Verteidigungssystem gegen feindlichen Raketenbeschuss „Метеор-НМ2“ installiert. Veränderungen betreffen auch die Propeller mit der Bezeichnung „АВ-60Т“ und die Modernisierung der Turboproptriebwerke auf den „НК-12MПM“- Standard.[23]
- Tu-95N – Experimentalversion für den Luftabwurf von Flugzeugen mit Staustrahltriebwerk
- Tu-95RA – Version für die funk- und radartechnische Aufklärung von 1964. Erste Tu-95-Variante mit Luftbetankungssystem

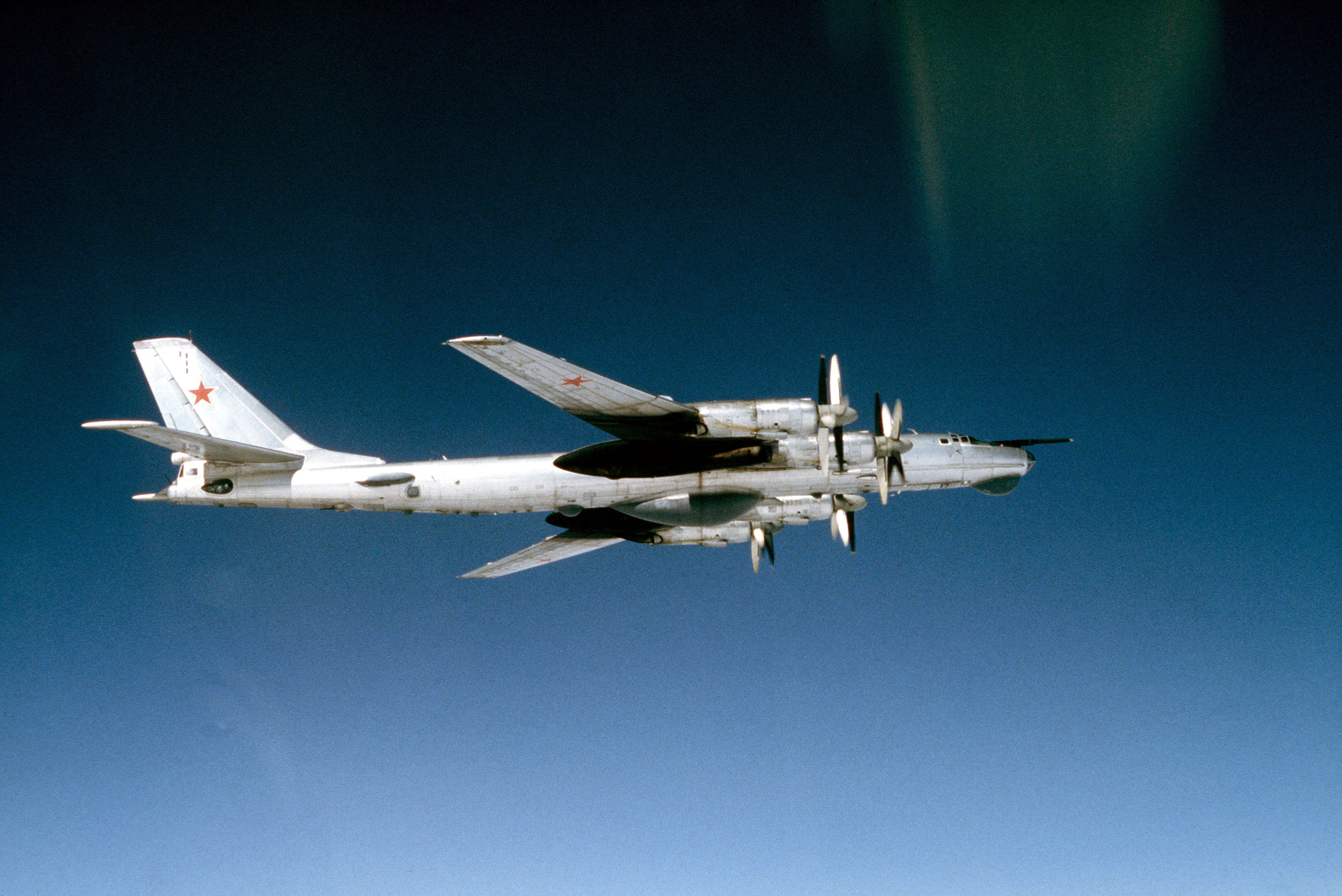
Tu-95RZ

- Tu-95RZ – Variante der Basisversion für die Marine zur elektronischen Aufklärung. Ausgerüstet mit MTsRS-1 Uspech-1A-Radar (NATO-Codename: Big Bulge) und A-364Z-Video-Datenlink. 52 Stück von 1963 bis 1969 gebaut (NATO-Codename: Bear-D)
- Tu-95RT – Wie Ausführung Tu-95RZ aber umgebaut aus vorhandenen Tu-95 Bear-A (NATO-Codename: Bear-D)
- Tu-95U – Trainingsversion auf Basis von umgebauten alten Tu-95 (NATO-Codename: Bear-T)
- Tu-95W (auch: Tu-95-202) russisch: ТУ-95В (ТУ-95-202 Заказ 242) (Bestellnummer 242) – umgebaute Tu-95 (Nr. 302) für den Abwurf der Zar-Bombe[24]
- Tu-96 – Prototyp eines interkontinentalen strategischen Bombers für den Flug in großer Höhe, eine hochfliegende Version der Tupolew Tu-95 mit leistungsgesteigerten TW-16-Turboprop-Motoren und neuen größeren Tragflächen. Tests der Flugzeuge wurden mit nicht leistungsgesteigerten TW-12-Motoren zwischen 1955 und 1956 ausgeführt[25]
- Tu-116 – modifizierte Tu-95 mit Passagierkabine als Notlösung für Staats- und Parteichef Chruschtschow während der Entwicklung der Tu-114. Zwei Stück umgebaut
- Tu-142 – maritime Aufklärungs-/Anti-U-Boot-Version der Tu-95 mit verlängertem Rumpf. Ausgerüstet mit umfangreicher ELINT- und EloSM-Ausrüstung. Mit Feuerleitanlage Berkut-95 zur U-Boot- und Schiffsbekämpfung
- Tu-142M – Version mit um 30 cm verlängertem Rumpf und abgeänderter ELINT-Ausrüstung. Ausgerüstet mit Feuerleitanlage 2Kn-K Korschun
- Tu-142MK – umfassend modernisierte Ausführung. Mit neuer Elektronik und verbesserter Feuerleitanlage Korschun-K sowie MAD-Ausleger (Magnetic Anomaly Detector)
- Tu-142MK-E – Exportversion mit vereinfachter Elektronik
- Tu-142MS – mit neuen NK-12MP-Motoren, neuer Elektronik sowie dem Marschflugkörper Ch-55
- Tu-142MS-K – geplantes ziviles Transportflugzeug auf der Basis der Tu-142M
- Tu-142MP – einzelne umgebaute Tu-142M für Avioniktests
- Tu-142MR – Relaisstation für U-Boote und fliegender Kommandoposten
- Tu-142P – ausgerüstet mit Atlantida-Feuerleitanlage, neuem EloSM-System sowie abgeänderter Bewaffnung

auf der Tu-95 basierende Modelle
- Tu-114 – ziviles Verkehrsflugzeug als Tiefdecker
- Tu-126 – AWACS, fliegendes Radarsystem auf Basis der Tu-114
- Tu-156 – Projekt als Ersatz der Tu-126 mit Strahltriebwerken, aber weitgehend baugleich zur Tu-114

## Technische Daten

Dreiseitenriss der Tu-95

| Kenngröße                    | Tu-95-1      | Tu-95     | Tu-96      | Tu-95M     | Tu-95K      | Tu-95PZ     | Tu-95MS     |
| ---------------------------- | ------------ | --------- | ---------- | ---------- | ----------- | ----------- | ----------- |
| Exemplare                    | 1 (Prototyp) |           |            |            |             |             |             |
| Erstflug                     | 1952         | 1955      | 1956       | 1957       | 1958        | 1962        | 1979        |
| Besatzung                    | 10           | 8–9       | 8          | 8–9        | 8–9         | 9           | 7           |
| Länge (m)                    | 44,35        | 46,17     | 46,2       | 46,17      | 46,9        | 46,9        | 46,13       |
| Spannweite (m)               | 49,8         | 50,04     | 51,4       | 50,04      | 50,04       | 50,04       | 50,04       |
| Höhe (m)                     | 12,5         | 12,5      | 12,35      | 12,5       | 12,5        | 12,5        | 13,2        |
| Flügelfläche (m²)            | 284,9        | 283,7     | 345,5      | 283,7      | 283,7       | 283,7       | 295         |
| Flügelstreckung              | 8,70         | 8,83      | 7,65       | 8,83       | 8,83        | 8,83        | 8,49        |
| Startmasse (t)               | 156          | 172       |            | 182        | 182         | 182         | 185         |
| Treibstoff (intern, kg)      |              |           |            |            |             |             | 84.000      |
| Triebwerke                   | 4 × 2TW-2F   | 4 × NK-12 | 4 × NK-12M | 4 × NK-12M | 4 × NK-12MB | 4 × NK-12MB | 4 × NK-12MP |
| Leistung je Triebwerk (PS)   | 12.000       | 12.000    | 15.000     | 15.000     | 15.000      | 15.000      | 15.000      |
| Höchstgeschwindigkeit (km/h) | 890          | 882       | 880        | 905        | 860         | 910         | 830         |
| Reisegeschwindigkeit (km/h)  |              |           |            | 720–750    | 720–750     | 720–750     |             |
| Gipfelhöhe (m)               | 13.500       | 11.900    | 12.400     | 11.900     | 11.600      | 10.300      | 10.500      |
| Reichweite (km)              | 14.200       | 12.100    | 15.000     | 13.200     | 6.900–7.000 | 13.500      | 10.500      |
| Bomben                       | 12–15        | 12        |            | 12         |             |             |             |
| Raketenbewaffnung            |              |           |            |            | 1 × Ch-20M  |             | 6 × Ch-55MS |
| Abwehrbewaffnung             | 6 × AM-23    | 6 × AM-23 | 6 × AM-23  | 6 × AM-23  | 6 × AM-23   | 6 × AM-23   | 2 × GSch-23 |

## Bewaffnung

### Rohrbewaffnung zur Selbstverteidigung
- 3 × Zwillingslafette in drehbaren Waffentürmen mit je 2 × 23-mm-Maschinenkanonen Afanasjew-Makarow AM-23 mit je 200 Schuss Munition unter und über dem Rumpf sowie im Heckstand (nur Tu-95M)
- 1 × Zwillingslafette in drehbarem Waffenturm mit 2 × 23-mm-Maschinenkanonen Afanasjew-Makarow AM-23 mit 200 Schuss Munition sowie 1 × Zwillingslafette in Drehkuppelturm 9-A-036 mit je 2 × 23-mm-Maschinenkanonen AM-23 mit je 225 Schuss Munition im Heckstand (Tu-95K/KM)
- 1 × Zwillingslafette in Drehkuppelturm 9A036 mit je 2 × 23-mm-Maschinenkanonen AM-23 mit je 225 Schuss Munition im Heckstand (Tu-142)
- 1 × Zwillingslafette in Drehkuppelturm UKU9A mit 1 × doppelläufiger 23-mm-Maschinenkanone Grjasew-Schipunow GSch-23 mit 600 Schuss Munition im Heckstand (Tu-95MS)

### Abwurfwaffen
Waffenzuladung von 25 Tonnen an zwei Unterflügelstationen sowie im Bombenschacht (9 Tonnen normal, 20 Tonnen maximal, 25 Tonnen Überladung)
Luft-Boden-Lenkflugkörper (Marschflugkörper)
- 1 × Ch-20 (AS-3 „Kangaroo“) – konventioneller 2300-kg-/nuklearer 3000-kT-Gefechtskopf
- 3 × Ch-22 (AS-4 „Kitchen“) – konventioneller 950-kg-/nuklearer 350-kT-Gefechtskopf
- 3 × Ch-26 (AS-6 „Kingfish“) – konventioneller 900-kg-/nuklearer 350-kT-Gefechtskopf
- 12 × Ch-15 (AS-16 „Kickback“) – nuklearer 350-kT-Gefechtskopf
- 16 × Ch-55/Ch-55M/Ch-55SM (AS-15A/B „Kent-A/B“) – nuklearer 200-kT-Gefechtskopf
- 16 × Ch-555SE/Ch-555SH/Ch-555SD (AS-22 „Kluge“) – konventioneller 200–410-kg-Gefechtskopf
- 14–16 × Ch-101 (AS-23A „Kodiak-A“) – strategischer Marschflugkörper mit Tarnkappenfähigkeit, – konventioneller 400-kg-Gefechtskopf
- 14–16 × Ch-102 (AS-23B „Kodiak-B“)– strategischer Marschflugkörper mit Tarnkappenfähigkeit, – nuklearer 250-kT-Gefechtskopf

Ungelenkte Bomben
- 48 × Basalt FAB-250M-54 (250-kg-Freifallbombe)
- 48 × ZAB-250 (250-kg-Brandbombe)
- 48 × RBK-250-275 (275-kg-Streubombe)
- 1 × FAB-9000 (9000-kg-Freifallbombe)
- 3–6 × nukleare Freifallbomben
- 1 × AN602 „Zar“-Bombe (27 Tonnen schwere ca. 57-MT-Wasserstoffbombe)

Seeminen (nur Tu-142)
- 16 × UDM-5 (500-kg-Seemine)
- 16 × AMD-2-500 (500-kg-Seemine)
- 8–16 × Seeminen vom Typ RMI, APM oder AGDM
- 8 × MDM-1 (1370-kg-Seemine)
- 8 × MDM-2 (1300-kg-Seemine)

Torpedos (nur Tu-142)
- 4 × AT-1-Torpedos (580 kg, U-Jagd-Torpedo)
- 4 × AT-2-Torpedos (1000 kg, U-Jagd-Torpedo)
- 4 × APR-1-Torpedos (670 kg, U-Jagd-Torpedo)
- 4 × APR-2-Torpedos (575 kg, U-Jagd-Torpedo)
- 4 × APR-3-Torpedos (550 kg, U-Jagd-Torpedo)
- 4 × UMGT-1-Torpedos (720 kg, U-Jagd-Torpedo)

Wasserbomben (nur Tu-142)
- 48 × PLAB-50-64 (50-kg-Wasserbombe)
- 24 × RBK-100 PLAB-10K (125-kg-Streubombe mit 10 PLAB-10K-Wasserbomben)
- 24 × PLAB-250-120 (250-kg-Wasserbombe)
- 16 × S3W (aktiv zielsuchende 94-kg-Wasserbombe)

## Nutzerstaaten

### Aktuelle Nutzer
- Russland – Die russischen Luftstreitkräfte verfügten im Januar 2017 über 48 einsatzbereite Tu-95MS und 12 Tu-95MSM.[28] Ende 2023 befanden sich 47 Tu-95MS und Tu-95MSM im aktiven Dienst.[29]

### Ehemalige Nutzer
- Indien – Die indische Marine betrieb von 1988 bis Ende März 2017 acht Tu-142MK-E, die von der 312. Staffel eingesetzt wurden und auf der Marinefliegerbasis INS Rajali in Arakkonam, Tamil Nadu stationiert waren. Sie wurden durch acht Boeing P-8I Neptune aus US-amerikanischer Produktion ersetzt.[30]
- Sowjetunion – Die sowjetischen Flugzeuge wurden nach der Auflösung der Sowjetunion zwischen der Ukraine und Russland aufgeteilt.
- Ukraine – Die Flugzeuge der ukrainischen Luftstreitkräfte wurden gemäß START-I-Abkommen verschrottet. Ein Flugzeug (Tu-95MS) befindet sich in einem Luftfahrtmuseum.[31]